# Hemipecteros similis
Hemipecteros similis är en fjärilsart som beskrevs av Paul Dognin 1916. Hemipecteros similis ingår i släktet Hemipecteros och familjen tandspinnare. Inga underarter finns listade i Catalogue of Life.